# Кривава любов
Кривава любов — трилер 2008 року.

## Сюжет
Великі гроші — великі проблеми. Мабуть про це забули герої фільму Дьюк і Ембер — пробивна парочка, яким в руки попала сумка повністю набита грошима. Натхненна отриманням коштів, парочка приступає до реалізації своїх планів, тим паче як новоспеченим молодятам подобається романтика дороги. Раптово, їх ейфорія перетворюється на нічний кошмар, і обертається відчайдушною боротьбою за своє життя. Продажний агент наркоконтролю Поллен (Крістіан Слейтер), який втратив свою наживу, буквально впадає в лють і вирішує повернути за всяку ціну «те що по праву належало йому». Він починає жорстоку гонитву non-stop. Ці ж молодята викликають підозру детектива, який покликаний з'ясувати, що до чого, поки не стало надто пізно.